# Нижній Пішляй
Нижній Пішля́й (рос. Нижний Пишляй, ерз. Ало Пишляй) — село у складі Атюр'євського району Мордовії, Росія. Входить до складу Стрільниковського сільського поселення.
Населення — 38 осіб (2010; 62 у 2002).
Національний склад станом на 2002 рік:
- татари — 95 %